# Люкеба, Кастелло
Кастелло́ Жунио́р Люкеба́ (фр. Castello Junior Lukeba; родился 17 декабря 2002, Лион, Франция) — французский футболист ангольского происхождения, защитник клуба «РБ Лейпциг» и сборной Франции.

## Клубная карьера

### Олимпик Лион
Уроженец Лиона. Начинал заниматься футболом в «Олимпик Сен-Жени-Лаваль», в возрасте девяти лет перешёл в академию лионского «Олимпика». Прошёл все стадии молодёжного футбола академии. Принимал участие в Юношеских лигах УЕФА: в сезоне 2018/2019 сыграл в турнире 2 встречи, в сезоне 2019/2020 — 4 встречи. В обоих турнирах вместе с командой добирался до четвертьфинала. В сезоне 2020/2021 выступал за вторую команду «Лиона». Дебютировал за неё 29 августа 2020 года поединком против второй команды марсельского «Олимпика». Всего в сезоне провёл 7 матчей.
Начиная с сезона 2021/2022 — игрок основной команды. Дебютировал в Лиге 1 7 августа 2021 года поединком против «Бреста», выйдя на поле в стартовом составе. 25 ноября 2021 год Люкеба сыграл свой первый матч в Лиге Европы УЕФА против датского «Брондбю». 22 декабря впервые отметился забитым голом в игре с клубом «Мец». В январе 2022 он продлил контракт с «Олимпиком» до 2025 года.

### РБ Лейпциг
11 августа 2023 года Кастелло Люкеба подписал пятилетний контракт с немецким клубом «РБ Лейпциг». 19 августа он впервые появился на поле в игре с «Байером». 30 сентября Люкеба отметился первым голом на немецкий клуб, поразив ворота «Баварии».

## Карьера в сборной
Имея ангольское происхождение, Люкеба принял решение выступать за сборную Франции. Сделав первые международные шаги в сборной Франции (до 17), Люкеба продолжает представлять Молодежную сборную.
В составе олимпийской сборной Франции стал серебряным призером Игр в Париже.

## Статистика выступлений
| Клуб             | Сезон            | Лига             | Лига  | Лига | Кубок | Кубок | Междунар. | Междунар. | Всего | Всего |
| Клуб             | Сезон            | Лига             | Матчи | Голы | Матчи | Голы  | Матчи     | Голы      | Матчи | Голы  |
| ---------------- | ---------------- | ---------------- | ----- | ---- | ----- | ----- | --------- | --------- | ----- | ----- |
| Олимпик Лион     | 2021/2022        | Лига 1           | 24    | 2    | 0     | 0     | 6         | 0         | 30    | 2     |
| Олимпик Лион     | 2022/2023        | Лига 1           | 34    | 2    | 4     | 0     | —         | —         | 38    | 2     |
| РБ Лейпциг       | 2023/2024        | Бундеслига       | 5     | 1    | 1     | 0     | 1         | 0         | 7     | 1     |
| Всего за карьеру | Всего за карьеру | Всего за карьеру | 63    | 5    | 4     | 0     | 7         | 0         | 75    | 5     |